# Internationaler Flughafen Manta

i7
i11
i13
Der Internationale Flughafen Manta (spanisch Aeropuerto Internacional Eloy Alfaro oder Base Aérea Eloy Alfaro) ist ein zivil als auch militärisch genutzter Flughafen in Ecuador. Der Flughafen liegt nahe Manta in der Provinz Manabí. Der Flughafen ist benannt nach dem ehemaligen ecuadorianischen Präsidenten Eloy Alfaro.

## Nutzung

### Zivile Nutzung
Trotz der Bezeichnung als internationaler Flughafen operieren vom Flughafen aus im Regelverkehr nur Fluggesellschaften mit nationalen Zielen. Dies sind unter anderem AeroGal, TAME und Icaro Air, die drei wichtigsten Fluggesellschaften des Landes.

### Militärische Nutzung
1999 unterzeichneten die Regierungen von Ecuador und den Vereinigten Staaten von Amerika einen zehn Jahre gültigen Vertrag, der die Stationierung einer Truppe von bis zu 475 Mann der United States Air Force erlaubte. Vorgeblicher Zweck der Stationierung war es, von Manta aus militärische Einsätze gegen den Drogenanbau in Kolumbien durchzuführen. Die Einsätze von der Luftwaffenbasis machten 60 % der Drogenbekämpfung der Vereinigten Staaten aus. Das Südkommando der USA griff jedoch auch mehrfach von der Luftwaffenbasis aus direkt in den sozialen und bewaffneten Konflikt in Kolumbien ein.
Bei der Mehrheit der Ecuadorianer war die Luftwaffenbasis Manta von Anfang an nicht willkommen. Der Vertrag war ohne Abstimmung im Kongress zustande gekommen und verstieß somit eigentlich gegen die Verfassung. Klagen von zahlreichen Bürgerrechtsgruppierungen gegen die mutmaßliche Verletzung der Verfassung wurden aber vom Verfassungsgericht mit der Begründung abgewiesen, dass das Abkommen nicht unilateral gekündigt werden könne.
Der von 2007 bis 2017 im Amt befindliche Präsident Ecuadors Rafael Correa verkündete, dass es keine Erneuerung des Vertrages geben werde. In einem Interview mit dem Nachrichtensender teleSUR bekräftigte er diesen Entschluss und fügte hinzu, dass eine Verlängerung des Vertrages nur dann in Betracht käme, sofern es Ecuador im Gegenzug erlaubt würde, eine militärische Basis in Miami zu bauen. Am 20. Oktober 2008 trat in Ecuador eine neue Verfassung in Kraft. Sie verbietet die Stationierung ausländischer Truppen auf ecuadorianischem Territorium. Aufgrund dessen suchten die USA mögliche Ersatzorte für Manta. Im September 2009 verließ der letzte US-Soldat die Basis in Manta, nachdem kurz zuvor zwischen den USA und Kolumbien ein Vertrag geschlossen wurde, der es den USA erlaubt, in Kolumbien sieben zusätzliche Militärbasen zu betreiben.

## Zwischenfälle
- Am 22. Oktober 1996 streifte eine Boeing 707-323C der US-amerikanischen Millon Air (Luftfahrzeugkennzeichen N751MA) kurz nach dem Start vom Flughafen Manta Hausdächer und stürzte auf ein Restaurant. Bei dem Unfall starben alle vier Insassen der Maschine sowie 23 Personen am Boden (siehe auch Millon-Air-Flug 406).[10]